# 社會實驗
社会实验是一种心理学以及社会学研究，主要觀察人们在面對某些情况或事件時所做出的反应。組織者在做社会实验時通常将参与者分为两组——一類是事件參與者，另一類是受访者，並且讓受訪者說說自己的感受。為保證实验效果，組織者在整个实验过程中會密切關注事件参与者的舉動。 